# Martha Gellhorn

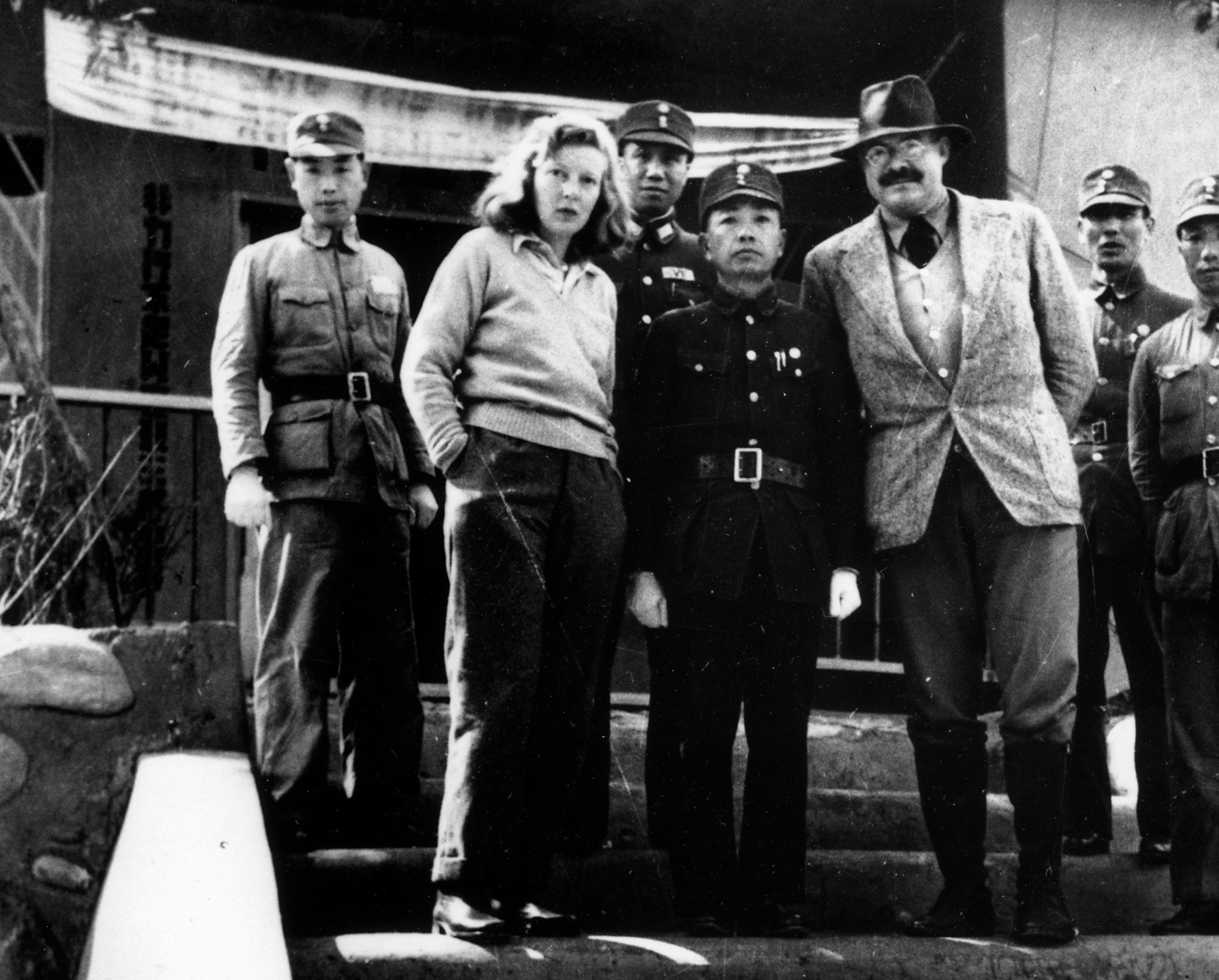
M. Gellhorn i E. Hemingway z chińskimi oficerami, Chongqing, 1941

Martha Gellhorn (ur. 8 listopada 1908 w Saint Louis, zm. 15 lutego 1998 w Londynie) – amerykańska dziennikarka, reporterka i korespondentka wojenna.

## Życiorys
Martha Gellhorn urodziła się 8 listopada 1908 r. w St. Louis w rodzinie ginekologa George'a Gellhorna i działaczki feministycznej Edny Fischel. Uczęszczała do Bryn Mawr College, ale rzuciła szkołę w 1927 r. i rozpoczęła karierę dziennikarską. Jej pierwsze artykuły pojawiały się w The New Republic, ale Gellhorn od początku planowała zostać korespondentem zagranicznym i w tym celu wyjechała do paryskiego biura United Press.
Podczas pobytu w Europie zaangażowała się w ruch pacyfistyczny. W 1931 r. wróciła do St. Louis i podjęła pracę dla St. Louis Post-Dispatch jako reporter. W tym czasie zrealizowała cykl reportaży na amerykańskim Zachodzie oraz napisała powieść What Mad Pursuit (1934), która zwróciła uwagę Harry'ego Hopkinsa i skłoniła go do zatrudnienia jej w Federal Emergency Relief Administration, gdzie jej zadaniem było dokumentowanie wpływu Wielkiego Kryzysu na USA. Dzięki swoim raportom zwróciła na siebie uwagę Eleanor Roosevelt, a z czasem obie kobiety zostały przyjaciółmi. Ten okres pracy Gellhorn podsumowała w książce The Trouble I've Seen (1936). 
W 1937 r. Gellhorn została przyjęta do Collier's Weekly i wysłana do Hiszpanii pogrążonej w wojnie domowej. Po wyjeździe z Hiszpanii podróżowała także po III Rzeszy, gdzie przygotowywała reportaże o Adolfie Hitlerze, a w 1938 r. odwiedziła Czechosłowację. Po wybuchu II wojny światowej podsumowała dotychczasowe podróże w książce A Stricken Field (1940), kontynuowała także pracę dla Collier's Weekly jako korespondent wojenny. Na potrzeby tej pracy wyjechała do Finlandii, Hongkongu, Birmy, Singapuru i Wielkiej Brytanii. Brała także udział w D-Day i wyzwalaniu obozu w Dachau. Podróże wojenne opisała w książce The Undefeated, którą wydano w 1945 roku.
Po wojnie Gellhorn wyjechała z USA, które krytykowała za imperializm i mieszkała w różnych państwach, a w późniejszych latach osiadła w Wielkiej Brytanii. Pracowała dla Atlantic Monthly. Nadal pełniła rolę korespondentki wojennej, m.in. w czasie wojny wietnamskiej i wojny sześciodniowej. Relacjonowała także proces Adolfa Eichmanna, wojnę domową w Salwadorze i inwazję USA na Panamę. Jej ostatnią podróżą zagraniczną był wyjazd do Brazylii w pierwszej połowie lat 90. XX wieku, gdzie opisywała przemoc na ulicach miast.
Gellhorn opublikowała wiele książek, m.in. zbiory reportaży wojennych (The Face of War, 1959), książkę poświęconą makkartyzmowi (The Lowest Trees Have Tops, 1967), wspomnienia z okresu małżeństwa z Ernestem Hemingwaiem (Travels With Myself and Another, 1978) i zbiór reportaży z czasów pokoju (The View From the Ground, 1988). 
Cierpiała na raka wątroby i raka jajnika. Zmarła w Londynie 15 lutego 1998 roku po przyjęciu śmiertelnej dawki leków.

## Życie prywatne
W czasie pobytu w Paryżu poznała pisarza Bertranda de Jouvenel, za którego wyszła za mąż. Kwestia tego małżeństwa jest niejasna, być może Gellhorn i de Jouvenel jedynie udawali małżeństwo. Wątpliwości budzi bowiem jego rozwód z poprzednią żoną oraz kwestia następnych związków.
Decyzję o wyjeździe do Hiszpanii podjęła pod wpływem przypadkowego spotkania z Ernestem Hemingwayem, który wybierał się wówczas do tego kraju. Wkrótce Gellhorn i Hemingway zostali kochankami, w 1940 r. wzięli ślub. Małżeństwo rozpadło się w 1945 roku, a powodem były głównie spory o rolę Gellhorn w małżeństwie. Hemingway chciał, by żona została w domu, natomiast ona była zdecydowana kontynuować karierę reportera wojennego.
W 1949 roku z włoskiego sierocińca (we Florencji) adoptowała 15-miesięcznego chłopca Sandro (na co dzień nazywanego "Sandy"), który otrzymał oficjalne nazwisko George Alexander Gellhorn.
W 1953 roku wyszła za mąż po raz trzeci, za T.S. Matthewsa, redaktora Time'a, ale małżeństwo rozpadło się po 10 latach z powodu romansu męża. W późniejszych latach stała się krytyczna wobec idei małżeństwa.